# Kantatie 50
La Kantatie 50, chiamata anche Kehä III, (in svedese Stamväg 50) è una strada principale finlandese. Ha inizio a Kirkkonummi e si dirige verso est, dove si conclude dopo 46 km nei pressi di Helsinki. La Kantatie 50 serve principalmente la capitale finnica.

## Percorso
La Kantatie 50 tocca i comuni di Espoo e Vantaa, oltre alle località di partenza e di arrivo.